# 1990년 한국프로야구 포스트시즌
1990년 한국프로야구 포스트시즌은 10월 7일부터 10월 28일까지 열렸다.

## 준플레이오프
준플레이오프에서는 삼성 라이온즈와 빙그레 이글스가 맞붙었고 빙그레는 한화(당시 빙그레) 재단인 북일고 감독을 역임했던 김영덕이  1988년 빙그레 감독으로 부임하면서 강병철이 수석코치를 맡았으며 이 과정에서 그 해(1990년) 소위 '종신감독 파동' 등 북일파와 비북일파 사이의 갈등이 있었고 이 탓인지  시즌에는 페넌트레이스 1위를 달렸다가 후반기에 페이스가 떨어진 데다 주전 유격수 장종훈의 어깨 부상 때문에 2패로 탈락했는데 장종훈은 1차전 대타로만 출전했으며 장종훈 외에도 이정훈 등 타자 쪽에서 부상 선수가 많았다.

### 1차전
- 10월 6일 - 대전한화생명이글스파크
- 중계: MBC TV

| 팀                                                                             | 1 | 2 | 3 | 4 | 5 | 6 | 7 | 8 | 9 | R | H | E |
| 삼성 라이온즈                                                                  | 0 | 0 | 0 | 0 | 0 | 0 | 2 | 0 | 0 | 2 | 9 | 0 |
| 빙그레 이글스                                                                  | 0 | 0 | 0 | 0 | 0 | 0 | 0 | 0 | 0 | 0 | 7 | 0 |
| 승리 투수: 성준 패전 투수: 송진우 세이브: 김상엽 홈런: 삼성 – 이만수(7회 솔로) |   |   |   |   |   |   |   |   |   |   |   |   |

### 2차전
10월 7일 - 대구시민운동장 야구장
| 팀 | 1 | 2 | 3 | 4 | 5 | 6 | 7 | 8 | 9  | R | H | E |
| 빙그레 이글스                                                                                                  | 0 | 2 | 0 | 0 | 0 | 0 | 2 | 0 | 0  | 4 | 5 | 1 |
| 삼성 라이온즈                                                                                                  | 0 | 0 | 1 | 0 | 1 | 0 | 1 | 0 | 2x | 5 | 6 | 0 |
| 승리 투수: 김성길 패전 투수: 한희민 홈런: 삼성 – 강영수(5회 솔로), 김용철(7회 솔로/9회 솔로), 이만수(9회 솔로) |   |   |   |   |   |   |   |   |    |   |   |   |

삼성 라이온즈가 2승으로 플레이오프 진출

## 플레이오프
플레이오프에 오른 삼성은 해태와 87년 KS 이후 포스트 시즌에서 3년 만에 재대결을 가졌는데 지방팀끼리의 3년 연속 플레이오프 격돌이었으며 만약  4차전까지 두 팀이 3승을 거두지 못하면 5차전을 잠실에서 개최할 예정이었으나   88~89년에 이어 3연승으로 마무리(88년 빙그레, 89년 해태, 90년 삼성)되는 바람에 좌절됐는데 해태는 큰경기에 강하다는 막연한 자신감에 도취되어 경기를 이틀 앞두고도 유흥가를 얼씬거린 데다 3경기 모두 구원투수 투입에 실패한 것 외에도 주전들의 부상으로 장타력 등 타선이 많이 약화되어 정규시즌 팀홈런이 78개로 7개 구단 중 3위에 그쳐  3연패했다.

### 1차전
- 10월 13일 - 광주무등경기장 야구장
- 중계: KBS 1TV

| 팀 | 1 | 2 | 3 | 4 | 5 | 6 | 7 | 8 | 9 | R | H  | E |
| 삼성 라이온즈                                                                                            | 0 | 0 | 0 | 0 | 2 | 0 | 0 | 0 | 2 | 4 | 6  | 1 |
| 해태 타이거즈                                                                                            | 0 | 0 | 0 | 0 | 0 | 1 | 0 | 0 | 0 | 1 | 10 | 0 |
| 승리 투수: 이태일 패전 투수: 이강철 세이브: 김성길 홈런: 삼성 – 김용국(5회 투런) 해태 – 한대화(6회 솔로) |   |   |   |   |   |   |   |   |   |   |    |   |

삼성은 그해 노히트 노런을 달성했던 이태일, 해태는 이강철이 선발 등판하였다. 삼성이 5회초 이현택의 2루타로 포문을 열었고, 해태는 선동열로 투수교체를 하였다. 정규리그에서 선동열에게 6타수 무안타로 열세였던 김용국이 투런 홈런을 쳐서 기선을 제압하였다. 김성한과 장채근이 김용국의 파울 타구를 서로 잡으려했던게 화근이 되었다. 해태는 6회말 한대화의 솔로 홈런으로 추격하였다. 삼성은 7회말 2사만루, 8회말 1사만루 위기를 넘겼고, 9회초 1사이후 이만수와 강기웅의 연속안타, 이현택의 땅볼로 2사 2,3루 찬스에서 김용국이 선동열을 상대로 2타점 적시타를 쳐내 팀의 모든 득점을 책임졌다. 삼성이 먼저 1승을 하였다.

### 2차전
- 10월 14일 - 광주무등경기장 야구장
- 중계: MBC TV

| 팀 | 1 | 2 | 3 | 4 | 5 | 6 | 7 | 8 | 9 | 10 | 11 | R | H  | E |
| 삼성 라이온즈 | 0 | 0 | 0 | 0 | 0 | 0 | 4 | 1 | 2 | 0  | 1  | 8 | 12 | 1 |
| 해태 타이거즈 | 1 | 0 | 0 | 0 | 1 | 0 | 0 | 5 | 0 | 0  | 0  | 7 | 11 | 2 |
| 승리 투수: 김상엽 패전 투수: 선동열 홈런: 삼성 – 김용철(9회 투런) 해태 – 김성한(1회 솔로), 장채근(8회 스리런), 홍현우(8회 솔로) |   |   |   |   |   |   |   |   |   |    |    |   |    |   |

### 3차전
- 10월 16일 - 대구시민운동장 야구장
- 중계: KBS 1TV

| 팀                                                                                        | 1 | 2 | 3 | 4 | 5 | 6 | 7 | 8 | 9 | R | H | E |
| 해태 타이거즈                                                                             | 0 | 0 | 0 | 1 | 1 | 0 | 0 | 0 | 0 | 2 | 6 | 0 |
| 삼성 라이온즈                                                                             | 0 | 0 | 1 | 0 | 1 | 3 | 0 | 0 | X | 5 | 7 | 1 |
| 승리 투수: 김상엽 패전 투수: 이강철 홈런: 해태 – 백인호(5회 솔로) 삼성 – 김용국(5회 솔로) |   |   |   |   |   |   |   |   |   |   |   |   |

삼성 라이온즈가 3승으로 한국시리즈 진출

## 한국시리즈
삼성은 포스트시즌에서 빙그레와 해태를 5연승으로 제압하며 창단 첫해 우승을 노리던 재계 라이벌 LG 트윈스와 한국시리즈에서 대결한다. 그러나 정작 한국시리즈에서는 그동안의 상승세가 무기력하게 4연패를 당하며 허무하게 무너졌는데 정동진 삼성 감독은 한국시리즈에서 4연패를 당한 데다 사생활 문제로 물의를 일으켰던 황규봉 1군 투수코치의 2군행을 요구한 편송언 사장과의 마찰 탓인지 계약기간을 1년 남겨둔 채 1990년 시즌 후   삼성의 감독직에서 물러났으며 황규봉 코치는 1989년 말 외국 유학을 떠나면서 구단과 작별했고 그 이후 프로야구계와 인연을 끊었으며 은퇴 후 개인사업을 했지만 잇따른 사업 실패 때문에  가족과의 불화가 겹쳐 부산에서 홀로 지낸 데다 경상중학교 때부터 같이 선수 생활을 한 이선희 외엔  대부분의 야구계 인사들과도 연락을 끊었고 이 와중에 병을 키워 허리가 너무 아파 2015년 11월 중순 병원을 찾은 결과 대장암 말기 판정을 받았으며  결국 2016년 1월 18일 별세했는데 황규봉 전 코치의 빈소를 찾은 야구인은 드물기도 했다. 반면 LG는 창단 첫해에 우승하면서 90년대 전성시대의 시작을 알리게 되었다.

## 같이 보기
- 1990년 대한민국 프로 야구